# Maratus
Maratus is een geslacht van spinnen uit de familie springspinnen (Salticidae).

## Soorten
De volgende soorten zijn bij het geslacht ingedeeld:
- Maratus amabilis Karsch, 1878
- Maratus linnaei Waldock, 2008
- Maratus mungaich Waldock, 1995
- Maratus pavonis (Dunn, 1947)
- Maratus rainbowi (Roewer, 1951)
- Maratus vespertilio (Simon, 1901)
- Maratus volans (O. P.-Cambridge, 1874)
- Maratus personatus (Otto, 2015)
- Maratus scutulatus (L.Koch, 1881)